# Saint-Gobain (företag)
Saint-Gobain S.A. är ett franskt företag som grundades 1665 i orten Saint-Gobain.
Företagets första uppdrag blev att producera glas till det kungliga slottet Versailles utanför Paris. Idag är Saint-Gobains huvudinriktning produktion av glasprodukter och specialmaterial samt produktion och distribution av byggvaror. Koncernen omfattar idag mer än 1 000 företag i ett femtiotal länder och antalet anställda är ungefär 200 000. Omsättningen uppgick år 2005 till motsvarande 326 miljarder svenska kronor. Koncernen är börsnoterad i Paris.
I koncernen ingår bland annat företagen Dahl Sverige AB, Weber, Isover, AB Svensk Leca och Optimera Svenska AB.